# Вулиця Сергія Амброса (Черкаси)
Вулиця Сергія А́мброса — вулиця в Черкасах.

## Розташування
Починається від вулиці Припортової і простягається паралельно Дніпру. Впирається в цукровий завод по вулиці Сінній.

## Опис
Вулиця вузька, в середній частині обмежовує машинобудівний завод «Темп», в кінці знаходяться корпуси цукрового заводу.

## Походження назви
Вулиця відома з 1883 року як Заводська. В радянській часи, з 1941 року мала назву Орджонікідзе. В роки німецької окупації, 1941-1943, називалась знову Заводською. 27 січня 2016 року розпорядженням міського голови вулицю було перейменовано на честь Сергія Амброса, загиблого учасника російсько-української війни.